# Mușchiul extensor ulnar al carpului

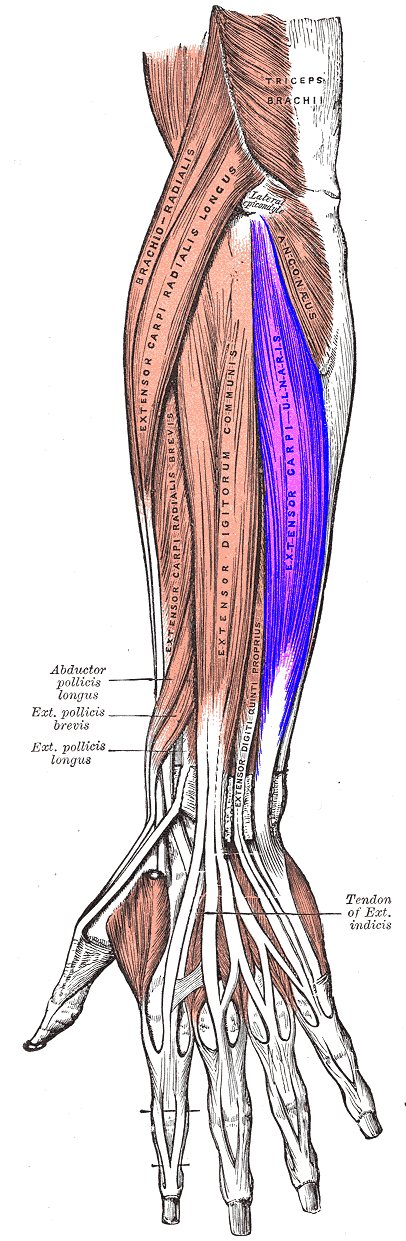
Mușchiul extensor ulnar al carpului (în albastru)

Mușchiul extensor ulnar al carpului (Musculus extensor carpi ulnaris) sau mușchiul cubital posterior, mușchiul ulnar posterior, mușchiul posterior este un mușchi lung fusiform, așezat în partea medială a feței posterioare a antebrațului. Este situat medial de mușchiul extensor al degetului mic (Musculus extensor digiti minimi).

## Inserții
Mușchiul are originea proximală prin două capete: unul humeral și altul ulnar.
- Capul humeral (Caput humerale) are originea pe epicondilul lateral al humerusului (Epicondylus lateralis humeri), mai sus de originea mușchiului extensor al degetului mic (Musculus extensor digiti minimi) și pe fascia antebrahială (Fascia antebrachii).
- Capul ulnar (Caput ulnare) are originea pe marginea posterioară a ulnei, capsula articulației cotului și pe fascia antebrahială

Ambele capete se unesc într-un tendon scurt, care alunecă prin șanțul epifizei distale a ulnei, între capul ulnei (Caput ulnae) și procesul stiloid (Processus styloideus ulnae) și se află într-un compartiment separat al retinaculului extensorilor (Retinaculum musculorum extensorum) unde este învelit de teaca tendonului mușchiului extensor ulnar al carpului (Vagina tendinis musculi extensoris carpi ulnaris).
Tendonul se inserează pe partea medială și fața posterioară a bazei osului metacarpian V.

## Raporturi
Este acoperit de piele și fascia antebrahială. 
Anterior acoperă mușchii profunzi ai feței posterioare a antebrațului, mușchiul supinator (Musculus supinator) și ulna. 
Marginea laterală vine în raport cu mușchiul extensor al degetului mic (Musculus extensor digiti minimi).
Marginea medială vine în raport proximal cu mușchiul anconeu (Musculus anconeus) și distal cu ulna, care-l separă de mușchiul flexor ulnar al carpului (Musculus flexor carpi ulnaris).

## Acțiune
Este un puternic extensor și adductor al mâinii. 
Este un slab extensor al antebrațului pe braț.

## Inervația
Inervația este asigurată de nervul interosos posterior (Nervus interosseus antebrachii posterior) o ramură a nervului radial (neuromer C7-C8).

## Vascularizația
Vascularizația este asigurată de artera interosoasă posterioară (Arteria interossea posterior) și artera recurentă radială (Arteria recurrens radialis).